# 2017 nos jogos eletrônicos

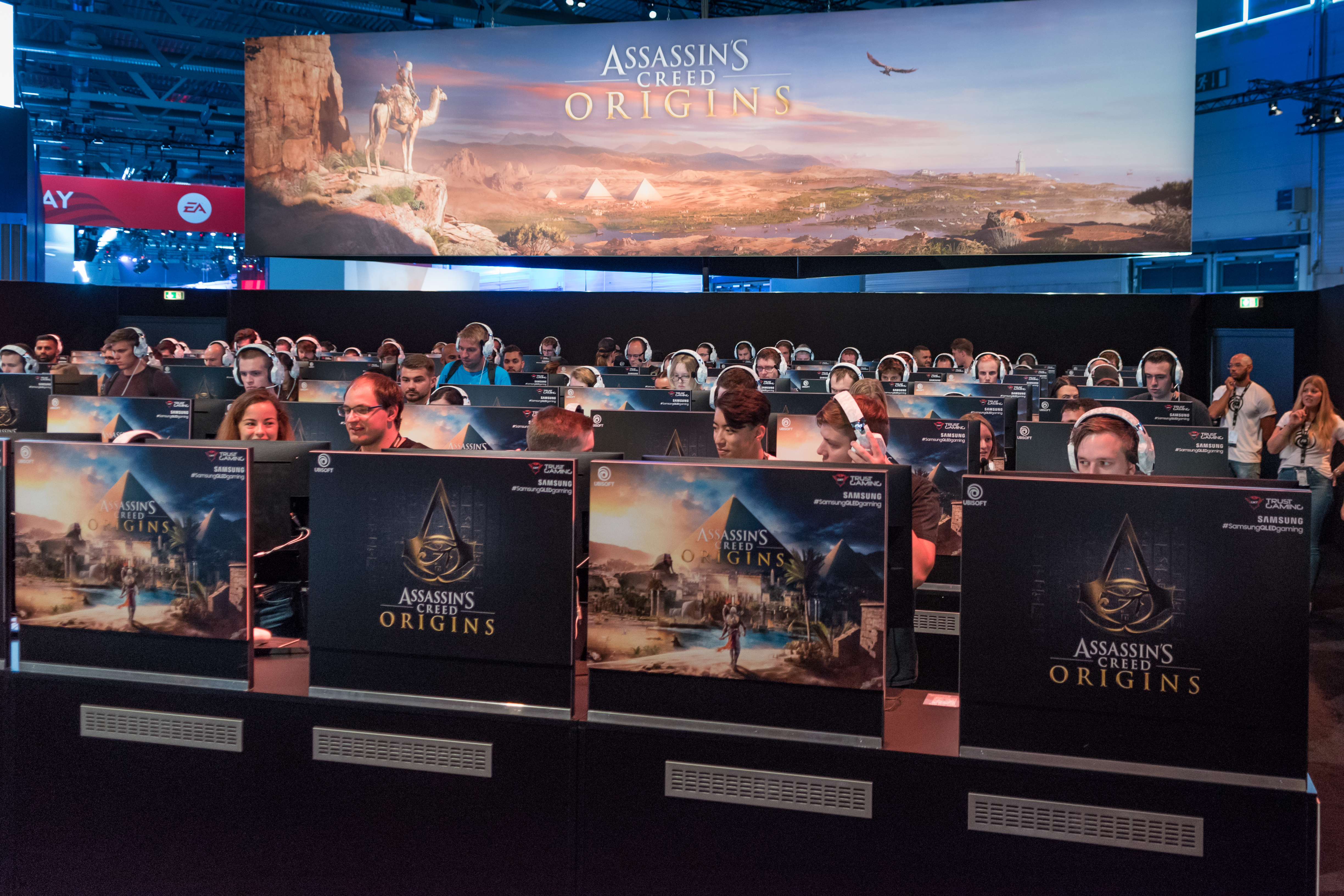
Gamescom Assassins Creed Origins

## 2017 nos jogos eletrônicos
O ano de 2017 apresenta diversos jogos novos, e várias continuações de franquias famosas como Injustice, Resident Evil, Mass Effect, Halo Wars, The Legend Of Zelda, Shenmue, Crackdown, Sonic, Gravity Rush, Double Dragon, Tales of Berseria,, Dragon Quest. Além disso, foram lançados várias novas propriedades intelecuais como Horizon: Zero Dawn, For Honor, Urban Empire, Nioh, Nier: Automata. Além disso, em março de 2017, ocorreu o lançamento do novo console da Nintendo, o Switch.

## Lançamento de consoles
No dia 3 de Março de 2017 foi lançado o novo console da Nintendo, chamado de Nintendo Switch e foi lançado em várias partes do mundo.  Também está indefinido o lançamento do  Project Scorpio, da Microsoft.

## Lançamentos de jogos
| Mês             | Dia | Título                                       | Plataforma(s)      |
| J A N E I R O   | 10  | Hatsune Miku: Project DIVA Future Tone       | PS4                |
| J A N E I R O   | 15  | Road Redemption                              | PC, PS4, Xbox One  |
| J A N E I R O   | 20  | Dragon Quest 8: Journey of the Cursed King   | Nintendo 3ds       |
| J A N E I R O   | 20  | Urban Empire                                 | PC                 |
| J A N E I R O   | 20  | Gravity Rush 2                               | PS4                |
| J A N E I R O   | 24  | Kingdom Hearts HD 2.8 Final Chapter Prologue | PS4                |
| J A N E I R O   | 24  | Resident Evil 7                              | PS4, Xbox One, PC  |
| J A N E I R O   | 24  | Tales of Berseria                            | PC e PS4           |
| J A N E I R O   | 24  | Yakuza 0                                     | PS4                |
| J A N E I R O   | 30  | Double Dragon 4                              | PS4 e PC           |
| F E V R E I R O | 3   | Naruto Shippuden: Ultimate Ninja Storm 4     | PS4, Xbox One e PC |
| F E V R E I R O | 3   | Pooch & Yoshi's Woolly World                 | Nintendo 3ds       |
| F E V R E I R O | 7   | Nioh                                         | PS4                |
| F E V R E I R O | 7   | WWE 2K17                                     | PC                 |
| F E V R E I R O | 10  | Bendy and the Ink Machine                    | PC                 |
| F E V R E I R O | 14  | For Honor                                    | PS4, Xbox One e PC |
| F E V R E I R O | 14  | Sniper Elite 4                               | PS4, Xbox One e PC |
| F E V R E I R O | 21  | Halo Wars 2                                  | Xbox One e PC      |
| F E V R E I R O | 21  | Ys Origin                                    | PS4 e Ps Vita      |
| F E V R E I R O | 24  | Lego Worlds                                  | PS4, Xbox One e PC |
| F E V R E I R O | 28  | Horizon: Zero Dawn                           | PS4                |
| F E V R E I R O | 28  | Torment: Tides of Numenera                   | PS4 e Xbox One     |
| M A R Ç O       | 3   | 1-2-Switch                                   | Nintendo Switch    |
| M A R Ç O       | 3   | I Am Setsuna                                 | Nintendo Switch    |
| M A R Ç O       | 3   | Just Dance 2017                              | Nintendo Switch    |
| M A R Ç O       | 3   | Super Bomberman R                            | Nintendo Switch    |
| M A R Ç O       | 3   | The Legend of Zelda: Breath of the Wild      | Nintendo Switch    |
| M A R Ç O       | 3   | World of Goo                                 | Nintendo Switch    |
| M A R Ç O       | 7   | Nier: Automata                               | PC e PS4           |
| M A R Ç O       | 7   | Ultimate Marvel vs. Capcom 3                 | PC e Xbox One      |
| M A R Ç O       | 7   | Tom Clancy's Ghost Recon Wildlands           | PS4, PC e Xbox One |
| M A R Ç O       | 7   | Lego Worlds                                  | PS4, PC e Xbox One |
| M A R Ç O       | 30  | Club Penguin Island                          | IOS e android      |
| A B R I L       | 4   | Drawn to Death                               | PS4                |
| A B R I L       | 4   | Persona 5                                    | PS4 e PS3          |
| A B R I L       | 4   | Sniper: Ghost Warrior                        | PC, PS4 e Xbox One |
| A B R I L       | 11  | Yooka-Laylee                                 | PC, PS4 e Xbox One |
| A B R I L       | 21  | Micro Machines World Series                  | PC, PS4 e Xbox One |
| A B R I L       | 28  | Little Nightmares                            | PC, PS4 e Xbox One |
| A B R I L       | 28  | Mario Kart 8 Deluxe                          | Nintendo Switch    |
| M A I O         | 5   | Prey                                         | PC, Xbox One e PS4 |
| M A I O         | 16  | Injustice 2                                  | Xbox One e PS4     |
| M A I O         | 19  | Fire Emblem Echoes: Shadows of Valentia      | 3Ds                |
| J U N H O       | 2   | Tekken 7                                     | PC, Xbox One e PS4 |
| J U N H O       | 6   | DiRT 4                                       | PC, Xbox One e PS4 |
| J U N H O       | 16  | Arms                                         | Nintendo Switch    |
| J U N H O       | 30  | Crash Bandicoot N. Sane Trilogy              | PS4                |

## Sem Data de Lançamento
| Título                                       | Plataformas                         | Gênero                  |
| -------------------------------------------- | ----------------------------------- | ----------------------- |
| Call of Cthulhu                              | PS4, PC e Xbox One                  | Survival Horror e RPG   |
| Conan Exiles                                 | PS4, Xbox One e PC                  | Sobrevivência           |
| Crackdown 3                                  | Xbox One e PC                       | Ação e Aventura         |
| Destiny 2                                    | Xbox One, PS4                       | RPG, FPS                |
| Detroit: Become Human                        | PS4                                 | Ação e Aventura         |
| Fire Emblem Warriors                         | 3Ds e Nintendo Switch               | hack and slash e Ação   |
| Guardians of the Galaxy: The Telltale Series | PS4, Xbox One, PC                   | Aventura                |
| God Of War IV                                | PS4                                 | RPG                     |
| Pokémon Ultra Sun & Ultra Moon               | Nintendo 3DS                        | RPG                     |
| Sea of Thieves                               | Xbox One e PC                       | Aventura                |
| South Park: The Fractured but Whole          | PS4, PC e Xbox One                  | RPG                     |
| Splatoon 2                                   | Nintendo Switch                     | Tiro em terceira pessoa |
| Super Mario Odyssey                          | Nintendo Switch                     | Plataforma              |
| Red Dead Redemption 2                        | Xbox One e PS4                      | Ação e Aventura         |
| State of Decay 2                             | Xbox One e PC                       | Sobrevivência           |
| The Escapists 2                              | Xbox One, PC e PS4                  | Simulação               |
| Sonic Mania                                  | Xbox One, PC, PS4 e Nintendo Switch | Plataforma              |